# アルツァーノ
アルツァーノ（イタリア語: Arzano）は、イタリア共和国カンパニア州ナポリ県にある、人口約3万4000人の基礎自治体（コムーネ）。

## 地理

### 位置・広がり
ナポリ市の北に隣接するコムーネ。ナポリ中心部から北へ6kmの距離にある。

#### 隣接コムーネ
隣接するコムーネは以下の通り。
- カザンドリーノ
- カザヴァトーレ
- カゾーリア
- フラッタマッジョーレ
- グルーモ・ネヴァーノ
- ナポリ